# Puellina praecox
Puellina praecox är en mossdjursart som beskrevs av Bishop och Househam 1987. Puellina praecox ingår i släktet Puellina och familjen Cribrilinidae. Inga underarter finns listade i Catalogue of Life.